# Haunting Sarah
Pour plus de détails, voir Fiche technique et Distribution.
Haunting Sarah (Sous l'emprise du mal au Québec) est un téléfilm américaine d'angoisse/épouvante réalisé par Ralph Hemecker (en), diffusé le 3 octobre 2005 sur Lifetime.
Écrit par Tony Phelan (en) et Joan Rater (en) à partir du roman « New Year’s Eve » (« Veille du nouvel an ») de Lisa Grunwald (en), le film raconte l'histoire de Erica Rose Lewis et Heather Rose Lord, deux sœurs jumelles interprétées par la même actrice, Kim Raver. David (Ryland Thiessen), le fils d’Heather va mourir percuté par une voiture et son fantôme ne partira que quand Erica accouchera d’un nouveau garçon,,.
Produit par Peter Sadowski et Randy Sutter, le film a été tourné en anglais à Winnipeg (Manitoba, Canada) et diffusé le 3 octobre 2005, puis est sorti en direct-to-video en France le 15 janvier 2007.

## Synopsis
Erica et Heather Rose (Kim Raver) sont deux jumelles de trente ans et les meilleures amies du monde, qui partagent un lien qui est devenu plus fort en grandissant. En tant qu'adultes, leurs vies ont eu plusieurs parallèles : elles ont eu une carrière réussie — Erica est une écrivaine et enseigne à l'université et sa sœur jumelle, Heather est une médecin, — toutes les deux sont heureuses en ménage et ont chacune un enfant de 7 ans. La fille d’Erica, Sarah (Niamh Wilson), et le fils de Heather, (Ryland Thiessen) grandissent en partageant aussi des liens étroits.
Mais un matin, alors qu'il rentre de l'école, David meurt au cours d'un horrible accident, renversé par une voiture. Erica, troublée, ne sait pas comment expliquer la nouvelle à sa fille. Mais à sa grande surprise, Sarah lui affirme être déjà au courant. C'est David lui-même qui lui a annoncé en rêve, le lien entre les deux enfants s'est prolongé au-delà de la tombe. 
Heather ne peut plus avoir d’enfant, mais Erica tombe enceinte. 
Sarah se jette du haut de la maison et est emmenée, plongée dans le coma, à l’hôpital. 
Pour sauver Sarah, Heather injecte à Erica un médicament qui va accélérer les contractions utérines et entraîner la naissance de l'enfant. Mais quand Erica donne naissance à une petite fille, les deux sœurs commencent à avoir peur. 
Tout à coup, Erica commence à avoir de nouvelles contractions, et l'infirmière lui dit qu'ils doivent faire une césarienne d'urgence car il y a un second bébé qui semble avoir le cordon ombilical noué autour de son cou. La chirurgie se passe bien et Erica a un second bébé parfaitement sain — cette fois-ci, un petit garçon. Au moment même où le garçon se met à pleurer, Sarah ouvre ses yeux, montrant qu'elle a survécu et que David la lâche. Heather prend le garçon dans ses bras et le regarde avec amour. 
Un an plus tard, à la fête de l'halloween, la famille semble être heureuse et Sarah est de nouveau en bonne santé. Nous découvrons qu'Erica a enfin publié son nouveau livre sur les jumeaux et avoue à Heather qu'elle croyait en la présence de David, tout comme elle. Sarah monte au-dessus du lit du bébé garçon et dit « Bonjour David. Maintenant, je vais bien m’occuper de toi ». Et le film se termine quand Sarah remet son masque d'halloween. 

## Fiche technique
- Titre original : Haunting Sarah
- Titre québécois : Sous l'emprise du mal
- Réalisation : Ralph Hemecker (en)
- Scénario : Tony Phelan (en) et Joan Rater (en) basé sur un roman de Lisa Grunwald (en)
- Photographie : Christian Sebaldt
- Musique : Joel Goldsmith
- Direction artistique : Scott Rossell
- Décors : Sheila Haley
- Costumes : Charlotte Penner
- Montage : Quincy Z. Gunderson
- Producteur : Peter Sadowski et Randy Sutter
- Société de production : Edelstein Company et Von Zerneck Sertner Films
- Société de distribution : Lifetime
- Genre : Angoisse/épouvante
- Format : Couleurs
- Pays d'origine :  États-Unis
- Langue : Anglais
- Budget : 2 000 000 $US
- Durée : 84 minutes
- Année de production : 2005 (tournage) - 2005 (post-production et finalisation)
- Dates de sortie : 
  -  États-Unis : 3 octobre 2005
  -  Hongrie (Túlvilági kapcsolat) : 24 mai 2006 (DVD)
  -  France (Sous l'emprise du mal) : 15 janvier 2007 (DVD)

## Distribution
- Kim Raver : Erica Rose Lewis / Heather Rose Lord
- Niamh Wilson : Sarah Lewis
- Ryland Thiessen : David Lord
- Alison Sealy-Smith : Rosie
- Rick Roberts (en) : Edgar Lewis
- Gordon Tanner : Richard Lord
- Terri Cherniak : Dr Rachel Koening
- Marina Stephenson Kerr : Dr Samantha Graton
- Blake Taylor : Dr Christopher Myman

## Critique et réception
La review aggregator Rotten Tomatoes rapporte le résultat des 184 critiques interrogés ont donné au film une critique positive de 81 %; la note moyenne est de 3.6/5.
The Futon Critic a signalé que le téléfilm a attiré 4 millions de téléspectateurs pour sa première diffusion, en faisant le programme le plus regardé la semaine. Roger Catlin de Hartford Courant indique qu'il était agréable de regarder l'actrice Kim Raver dans les rôles des jumelles d'Erika et Heather Rose. Fearscene a écrit qu'étant un film Lifetime, ils n'en n'attendaient pas beaucoup, mais ils ont finalement été très intrigués par les personnages de Erica et Heather Rose et que, même si le film semble essayer d'aller dans de trop nombreuses directions, il est plutôt divertissant.

### Nomination et récompense
- 2006, pour son rôle Sarah Lewis dans le film, Niamh Wilson a remporté un Young Artist Award pour une « Meilleure Performance dans un Téléfilm, mini-série ou un spécial - jeune actrice dans un second rôle » [10]